# Echthromorpha hawaiiensis
Echthromorpha hawaiiensis là một loài tò vò trong họ Ichneumonidae.